# Catalogul colecției Scorpionul (Editura Dacia)

Prima siglă a colecției (stânga) - un S într-un chenar. A doua siglă (dreapta) - un scorpion stilizat

Cărțile din Catalogul colecției Scorpionul au fost publicate de Editura Dacia în anii 1970 - 1980 în genul literatură polițistă si thriller.

## Lista cărților
Aceasta este o listă cronologică  a volumelor publicate în această colecție:
| Anul | Autorul                    | Titlul                                                           | Note                                                |
| ---- | -------------------------- | ---------------------------------------------------------------- | --------------------------------------------------- |
| 1971 | Viorel Cacoveanu           | Blondele întotdeauna trișează                                    | [ 2 ] [ 3 ] [ 4 ]                                   |
| 1971 | ***                        | Crima care nu-mi iese din cap                                    | Povestiri polițiste. Traducere: Nicolae Nicoară     |
| 1971 | Nicolae Stoe               | Acuzatul coboară cântând                                         | [ 5 ] [ 6 ]                                         |
| 1971 | Horia Tecuceanu            | Căpitanul Apostolescu intervine                                  | Roman detectiv, seria Căpitanul Apostolescu, vol. 2 |
| 1971 | Iannis Maris               | În umbra celuilalt                                               | Traducere: Antița Augustopoulos-Jucan               |
| 1972 | Horia Tecuceanu            | Căpitanul Apostolescu și dubla enigmă                            | Roman detectiv, seria Căpitanul Apostolescu, vol. 3 |
| 1972 | Nicolae Ștefănescu         | Lunga vară fierbinte a maiorului Moraru                          | [ 10 ]                                              |
| 1973 | Rodica Ojog-Brașoveanu     | Cocoșatul are alibi                                              | [ 11 ]                                              |
| 1973 | Viorel Cacoveanu           | Un coniac pentru o fată                                          | [ 12 ]                                              |
| 1973 | ***                        | Povestiri stranii. Pagini antologice din literatura anglo-saxonă | Traducere: Mihai Rădulescu si Grigore Nastase       |
| 1973 | Nicolae Stoe               | Acuzatul din camera 13                                           | [ 15 ]                                              |
| 1974 | Vlad Mușatescu             | De-a v-ați ascunselea                                            | seria Jocurile detectivului Conan, vol. 3           |
| 1974 | Ioana Solescu              | Epilog pentru alții                                              | [ 17 ]                                              |
| 1974 | Livia Ardelean             | Exercițiu de vacanță                                             | [ 18 ]                                              |
| 1974 | Romulus Cojocaru           | Apărătorul se apără                                              | [ 19 ]                                              |
| 1975 | Rodica Ojog-Brașoveanu     | Cianură pentru un surâs; Buna seara, Melania!                    | 2 volume                                            |
| 1975 | Ion Gh. Pană               | Radio Donau nu mai transmite                                     | [ 21 ]                                              |
| 1975 | Viorel Cacoveanu           | Morții nu mint niciodată                                         |                                                     |
| 1975 | Horia Tecuceanu            | Surprizele căpitanului Apostolescu                               | Roman detectiv, seria Căpitanul Apostolescu, vol. 6 |
| 1976 | Livia Ardelean             | Doctore, cine-a murit?                                           |                                                     |
| 1976 | Miron Scorobete            | Meduza                                                           |                                                     |
| 1976 | I. Mocanu                  | Moartea sorei Agatha                                             | Povestiri                                           |
| 1976 | Mircea M. Ionescu          | Asasinul acordă interviuri                                       | [ 24 ]                                              |
| 1976 | Paul Antim                 | Dispariția unui contabil                                         | [ 25 ]                                              |
| 1977 | I. Mocanu                  | Acțiunea „Troia”                                                 | [ 26 ]                                              |
| 1977 | Iannis Maris               | Surâsul Pythiei'                                                 | Traducere: Antița Augustopoulos-Jucan               |
| 1977 | Viorel Cacoveanu           | Cu moartea între patru ochi                                      | [ 28 ]                                              |
| 1977 | Florian Oprea              | Tainele unui dosar                                               | [ 29 ]                                              |
| 1978 | Antița Augustopoulos-Jucan | Al doilea adevăr                                                 |                                                     |
| 1978 | Cosma Brașoveanu           | Fuga                                                             |                                                     |
| 1978 | I. Mocanu                  | Sfârșitul rețelei „Iason”                                        |                                                     |
| 1979 | Leonida Neamțu             | La Goulue dansează cu Chocolat                                   |                                                     |
| 1979 | Livia Ardelean-Moldovan    | Pasiență-n „pas de trois”                                        |                                                     |
| 1979 | George Bianu               | În boxa acuzaților                                               |                                                     |
| 1979 | Rodica Ojog-Brașoveanu     | 320 de pisici negre                                              |                                                     |
| 1980 | Petre Sălcudeanu           | Un biet bunic și o biată cinste                                  |                                                     |
| 1980 | Tudor Negoiță              | Jocul de-a încrederea                                            |                                                     |
| 1980 | Ilie Mocanu                | Întoarcerea                                                      |                                                     |
| 1980 | Kazimierz Korkozowicz      | Jurnal de vacanță                                                | Traducere: Anda Mareș                               |
| 1980 | Ioan Iancu                 | Culoarea visului                                                 |                                                     |
| 1981 | Paul Antim                 | Balaban și statuia                                               |                                                     |
| 1981 | Oana Cătina                | Jocuri de copii                                                  |                                                     |
| 1981 | Florian Oprea              | Marea întoarcere                                                 |                                                     |
| 1982 | Leonida Neamțu             | Strania poveste a Marelui Joc                                    | [ 30 ]                                              |
| 1982 | Antița Augustopoulos-Jucan | Primejdia avea ochi frumoși                                      |                                                     |
| 1982 | Olimpian Ungherea          | Spovedania unui spion                                            |                                                     |
| 1982 | Traian Tandin              | Bolidul verde                                                    |                                                     |
| 1984 | Constantin Urziceanu       | Sfârșitul generalului Phleps                                     |                                                     |
| 1984 | Angela Radu                | Adevărul despre Dora. Rochia de dantelă vișinie                  |                                                     |
| 1984 | Gaston Leroux              | Parfumul doamnei în negru                                        | Traducere: Rodica Chiriacescu, Adriana Sofian       |
| 1985 | Antița Augustopoulos-Jucan | Capcana                                                          | [ 31 ]                                              |

## Crima care nu-mi iese din cap
Volumul de povestiri SF polițiste Crima care nu-mi iese din cap a fost tradus de Nicolae Nicoară. Cuprinde următoarele povestiri:
- Peter Cummings - „Femeia care știe ce vrea”
- Stephen Leacock - „Crima care nu-mi iese din cap”
- F. Allan - „Voi fi și criminal, probabil…
- Ted Parker - „Omul invizibil”
- Roberto Cavetano - „Furt de perle Nisa”
- Rolf Gumlich - „Vagonul al treilea”
- Walter Kaufmann - „Ultima propunere”
- Harry Gloesner - „Cinci ore de groază”
- Robert Kellog - „O crimă din greșeală”
- Jorge Luis Borges - „Emma Zunz”
- R. U. Joyce - „Mănușa”
- Peter Jordan - „O Victimă mai mult”
- O. H. Pippering - „Cazul lui Philip Groat”
- Karel Čapek - „Bonul”
- Ed Lacy - „Plimbare pe Atlantic”
- Agatha Christie - „Comoara mascată”
- Alex Forels - „Aur în loc de inimă”
- William von Reese - „Compotul ucigașilor”
- Richard M. Ellis - „Cine este ucigașul?”
- Frank Sisk - „Sugrumătorul cu ciorapul de nylon”
- Edward Y. Breese - „Orice naș își are nașul”
- Bill Pronzini - „Chiar și așii pot să greșească”
- George Grover Kipp - „Ultima sa lovitură”
- Miriam Allen deFord - „Un mormânt nu este o pușculiță de tinichea”
- Pauline C. Smith - „Un caz deosebit”
- Richard M. Ellis - „Ultima lui fotografie”

## Povestiri stranii
Volumul  Povestiri stranii: pagini antologice din literatura Anglo-saxonă a fost tradus de Mihai Rădulescu și Grigore Nastase și conține următoarele povestiri:
- Wilkie Collins (1824-l889)  „Povestea călătorului despre un pat teribil de straniu” („The Traveller’s Story of a Terribly Strange Bed”, 1852)
- Richard Barham Middleton - „Corabia fantomă”  („The Ghost-Ship”, 1912)
- Ambrose Bierce  (1842—1914) - „Degetul mijlociu al piciorului drept” („The Middle Finger of Right Foot”, 1890)
- Ambrose Bierce -  „De veghe lângă mort”  („A Watcher by the Dead”, 1889)
- Nathaniel Hawthorne (1804—1864) - „Experiența Doctorului Heidegger” (Dr. Heidegger's Experiment”, 1837)
- Sheridan Le Fanu (1814—1873) - „O întîmplare stranie din viața pictorului Schalken”  („Strange Event in the Life of Schalken the Painter”, 1839)
- Matthew Gregory Lewis -   „Suspiciunea”  („Mistrust or Blanche and Osbright: a Feudal Romance”, 1808)
- Washington Irving -  „Stafia mirelui”  („The Spectre Bridegroom”, 1819)
- Washington Irving - „Legenda Văgăunii Somnoroase”  („The Legend of Sleepy Hollow”, 1819)